# Bosco Ntaganda
Bosco Ntaganda, född omkring 1973 i Kiningi i Rwanda, är en gerillaledare i Kongo-Kinshasa.

## Biografi
I början av 1990-talet kämpade han inom Rwandas patriotiska armé (APR) som störtade den blodbesudlade regimen i Rwanda.
Därefter var han verksam som stabschef för de Patriotiska styrkorna för Kongos befrielse (FPLC). Ntaganda anklagas för att under denna tid ha varit ansvarig för rekrytering av barnsoldater och deltagit i ett flertal massakrer, något som fått den Internationella brottmålsdomstolen (ICC) i Haag att efterlysa honom för brott mot de mänskliga rättigheterna.
Ntaganda utsågs senare till befälhavare för UPC-L, sedan dess ledare Thomas Lubanga arresterats av ICC. På grund av stridigheter inom denna gerillagrupp återvände Ntaganda 2006 till sina hemtrakter i Norra Kivu, där han anslöt sig till Laurent Nkundas rebellgrupp CNDP, vars stabschef han blev. Han var närvarande vid den massaker på ett hundratal civila som CNDP genomförde i staden Kiwanja i november 2008.   
Ntaganda hävdar att Nkunda den 4 januari 2009 avsatts som ledare för CNDP och att han själv utsetts till ny ledare för rörelsen. Nkunda svarade med att avvisa detta och meddela att Ntaganda skulle straffas för sitt försök att ta över ledningen av CNDP.
Fredagen den 16 januari meddelade Ntaganda Kongos inrikesminister att de soldater som var lojala med honom lade ned vapnen och att de var villiga att införlivas med Kongos armé.
Den 8 juli 2019 dömdes Bosco Ntaganda av Internationella brottmålsdomstolen av krigsförbrytelser och brott mot mänskligheten för missbruk som begåtts 2002 och 2003 i Demokratiska republiken Kongo.
I mars 2021 fastställde Internationella brottmålsdomstolen (ICC) ersättningen för offren för Bosco Ntaganda till 30 miljoner dollar (25 miljoner euro).